# Запирахино
Запирахино — исчезнувшая деревня Торопецкого района Тверской области. Была расположена на территории Понизовского сельского поселения.

## География
Деревня была расположена в 18 км (по прямой) к западу от города Торопец. Ближайшими населёнными пунктами являлись деревни Мишино и Большое Кислово.

## История

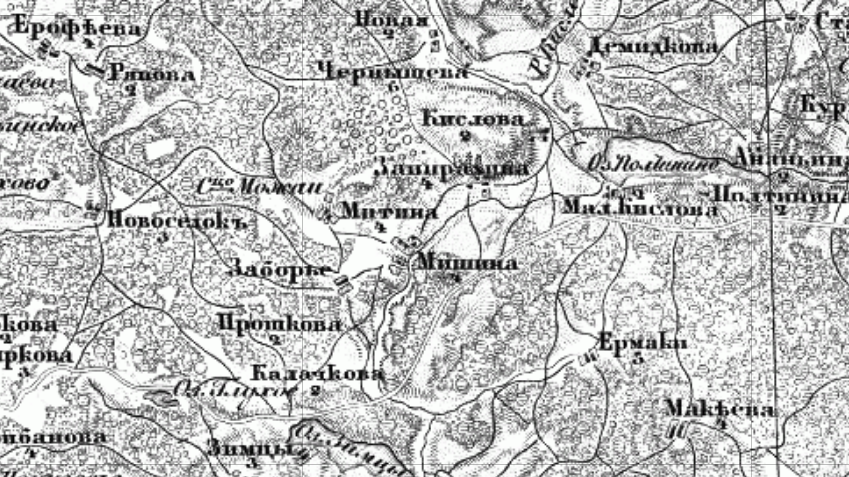
Фрагмент карты 1871 года

На топографической карте Фёдора Шуберта 1871 года обозначена деревня Запирахина. Имела 4 двора.
В списке населённых мест Псковской губернии за 1885 год значится деревня Запирахино. Располагалась при колодце в 16 верстах от уездного города. Входила в состав Туровской волости Торопецкого уезда. Имела 3 двора и 11 жителей.
На карте РККА 1923—1941 годов обозначена деревня Запирахино. Имела 15 дворов.